# Necromancer Games
Necromancer Games est un éditeur américain de jeux de rôles. Avec des bureaux à Seattle, Washington et à Coeur d'Alene (Idaho), l'entreprise s'est spécialisée dans les publications pour le d20 System, avec des produits dont la plupart ont été publiés sous la licence ludique libre de Wizards of the Coast. Le logo de Necromancer Games est une représentation d'Orcus.
Le slogan de la société, « les règles de la troisième édition, le goût de la première » annonce l'intention de publier des produits utilisant la règle de la 3e édition de Donjons et Dragons, mais de chercher à imiter la saveur et le style de la 1re édition du jeu. Aucune de ces deux éditions ne fait plus l'objet de publications, car Wizards of the Coast, l'éditeur de Donjons et Dragons, ne publie actuellement plus que du matériel pour la 5e édition du jeu.
En 2010, la société se trouve dans une impasse, les deux fondateurs ayant fondé deux nouvelles maisons d'édition de jeu séparées, Frog God Games et Legendary Games. En juin 2012, Necromancer Games est racheté par Frog God Games.

## Histoire
La société Necromancer Games est fondée en 2000 par Clark Peterson et Bill Webb, l'année même où Wizards of the Coast publie sa 3e édition du jeu de rôle Donjons et Dragons. La société conclut plusieurs partenariats avec d'autres maisons d'édition du secteur du jeu, dont Judges Guild, Kenzer & Company, Malhavoc Press, Reaper Miniatures, Troll Lord Games et White Wolf Publishing.
En août 2000, Necromancer Games publie le premier supplément jamais produit sous OGL/d20 : "The Wizard's Amulet". L'aventure remporte un ENnie en 2001 dans la catégorie Meilleur Produit indépendant. En avril 2007, on annonce  que Paizo va publier les produits Necromancer Games, à la suite de la fin de l'accord avec White Wolf Publishing
En 2010, Necromancer Games devait encore publier de nouveaux produits malgré la sortie de la 4e Édition de Donjons et Dragons en août 2007. Selon l'un des cofondateurs de l'entreprise, Clark Peterson, Necromancer Games se trouve alors dans une impasse pour une durée indéfinie.
Depuis lors, Bill Webb a cofondé Frog God Games se concentrant aux aventures conçue à la fois pour le "Pathfinder Roleplaying Game" et "Swords & Wizardry". De son côté, Clark Peterson a cocréé la société Legendary Games dédiée aux suppléments et aventures pour "Pathfinder Roleplaying Game".

### A propos du "goût de 1ère Édition"
Voici un extrait d'un interview donné à "Role-Play News" (site internet aujourd'hui fermé) en 2000 par Clark Peterson et Bill Webb à propos de leur conception du goût de la 1re édition:

Clark Peterson : "La 1ère Édition est la couverture du vieux DMG ("Guide du Maître de Donjon") représentant la Cité de Cuivre; c'est Judges Guild; ce sont les démons de Type IV par les Tanar'ri, ni les Baatezu; c'est le Caveau des Drows, pas Drizzt Do'urden; c'est la "Tombe des Horreurs" par les Ruines de Myth Drannor; ce sont des orques, pas des ogrillons; des sont des flagelleurs mentaux, pas des Illithids (ou quelle que soit la manière dont ils l'orthographient); ce sont Tolkien, Moorcock, Howard et Leiber, et pas Eddings, Hickman, Jordan et Salvatore; c'est assurément Orcus et les Princes-Démons et pas la Guerre Sanglante; c'est le "Molosse Fidèle de Mordenkaïnen" et pas "L’Évasion d'Elminster"; et ces sont les Artefacts et les Reliques du vieux DMG (avec toutes les descriptions cool)."
"Je dis toujours que nous voulons être la Coccinelle des éditeurs de jeu de rôle, c'est-à-dire que nous voulons avoir un style et une image moderne, mais aussi un lien évident avec le passé. L'une des façons d'y parvenir réside dans la manière dont nous concevons les modules. Par exemple, nous utilisons des couvertures en quadrichromie(et pas ce monochrome funky des vieux modules). Mais nos modules ont le même format de base que les vieux modules : illustrations intérieures, numéro du module dans le coin supérieur gauche, bandeau diagonal dans le coin supérieur gauche, emplacement du logo, etc. Je vous le garantis, quand vous voyez un de nos modules, vous retrouver le goût des anciens modules — tout comme lorsque vous regardez une nouvelle Coccinelle. Et avec un peu de chance, vous vous direz : "Mec, c'est exactement comme un vieux module, mais en plus cool".

## Produits
Necromancer Games a publié des produits seule et en partenariat avec d'autres maisons d'édition :
- Aberrations, de Casey W. Christofferson
- Ancient Kingdoms: Mesopotamia, de Morten Braten
- Bard's Gate, de Casey W. Christofferson, Scott Greene et Shane Glodoski
- The Bonegarden, de Lance Hawvermale et Rob Mason
- The Book of Taverns, de Chris Jones
- Caverns of Thracia, de James Collura, Bob Bledsaw - basé sur un travail de Paul Jaquays
- Chaos Rising, de Jim Collura
- City of Brass, de Casey W. Christofferson, Scott Greene et Clark Peterson
- City State of the Invincible Overlord, de Patrick Lawinger, Bob Bledsaw et Greg Geilman
- The Coils of Set, de Ryan Henry
- Crucible of Freya, de Clark Peterson et Bill Webb
- The Crystal Skull, de Dave Brohmann
- Dead Man's Chest, de Lance Hawvermale et al.
- Demons and Devils de Bill Webb et Clark Peterson
- The Diamond Fortress, de Phillip Larwood
- The Doom of Listonshire, d'Ari Marmell
- Eldritch Sorcery, de Patrick Lawinger, Scott Greene et David Mannes
- Elemental Moon, de Lance Hawvermale et Andy Luke Crossness
- A Family Affair, de Carla Harker
- Fane of the Witch King, de Steven Montano
- Feast of the Gobbler, de Casey W. Christofferson
- Glades of Death, de Patrick Lawinger, Jeff Harkness et Gary Schotter
- The Grey Citadel, de Nathan Douglas Paul
- Hall of the Rainbow Mage, de Patrick Lawinger
- A Lamentation of Thieves, de Lance Hawvermale
- The Lost City of Barakus, de W.D.B. Kenower et Bill Webb
- Maze of Zayene 1 : Prisoners of the Maze, de Rob Kuntz
- Maze of Zayene 2 : Dimensions of Flight, de Rob Kuntz
- Maze of Zayene 3 : Tower Chaos, de Rob Kuntz
- Morrick Mansion, de Patrick Lawinger
- The Mother of All Encounter Tables, de Greg Ragland, Bill Webb, Bob Bledsaw et Greg Geilman
- The Mother of All Treasure Tables, de TableTop Adventures
- Necropolis, de Gary Gygax
- Player's Guide to the Wilderlands, de Bob Bledsaw, Greg Geilman, Clark Peterson, James Mishler, Rob Conley, Steve Stottrup, Steve Edwards et Patrick Lawinger
- Raise the Dead, de Lance Hawvermale et Casey Christofferson
- Rappan Athuk 1 : The Dungeon of Graves, de Bill Webb et Clark Peterson
- Rappan Athuk 2 : The Middle Levels, de Bill Webb et Clark Peterson
- Rappan Athuk 3 : The Dungeon of Graves, de Bill Webb, W.D.B. Kenower et Clark Peterson
- Rappan Athuk Reloaded, de Bill Webb, Greg Ragland, W.D.B. Kenower et Clark Peterson
- Shades of Gray de Michael R. Proteau
- Siege of Durgam's Folly, de Mike Mearls
- Set's Daughters, de Jay Barnson
- The Six Spheres of Zailhhessh, de Luca Minutillo
- The Tomb of Abysthor, de Clark Peterson et Bill Webb
- Tome of Horrors, de Scott Greene
- Tome of Horrors Revised, de Scott Greene
- Tome of Horrors II, de Scott Greene
- Tome of Horrors III', par l'équipe de Necromancer Games
- The Tower of Jhedophar, de Casey W. Christofferson
- Trouble at Durbenford, de Robert J. Schwalb
- Vault of Larin Karr, de W.D.B. Kenower
- Vampires and Liches, de Casey W. Christofferson et Bill Webb
- Vindication !, de Bob Sarvas
- What Evil Lurks, de Lance Hawvermale
- Wilderlands of High Fantasy, de Bob Bledsaw, Greg Geilman, Rob Conley, Steve Stottrup, Steve Edwards, Gabor Lux, James Mishler, Casey W. Christofferson, Clark Peterson et Patrick Lawinger - basé sur une publication de Judges Guild.
- The Wizard's Amulet, de Clark Peterson et Bill Webb
- The Wurst of Grimtooth's Traps